# Willdenowia humilis
Willdenowia humilis är en gräsväxtart som beskrevs av Christian Gottfried Daniel Nees von Esenbeck och Maxwell Tylden Masters. Willdenowia humilis ingår i släktet Willdenowia och familjen Restionaceae. Inga underarter finns listade i Catalogue of Life.